# Fun
Fun (стилізовано як fun.) — інді-поп гурт з Нью-Йорку, США. Здобули світову популярність завдяки синглу «We Are Young» виданого 2011 року, за який отримали нагороду Греммі 2013 року у номінації «Пісня року».

## Склад
- Нейт Рюсс — вокал;
- Ендрю Дост — бас-гітара, клавішні, бек-вокал;
- Джек Антонофф — ударні, електро-гітара, бек-вокал.

## Дискографія

### Студійні альбоми
- 2009 — Aim and Ignite;
- 2012 — Some Nights.

### Міні-альбоми
- 2010 — Live at Fingerprints EP
- 2012 — iTunes Session EP